# Sally Ride
Sally Kristen Ride, född 26 maj 1951 i Encino, Kalifornien, död 23 juli 2012 i La Jolla, Kalifornien (pankreascancer), var en amerikansk astronaut uttagen i astronautgrupp 8.
Hon var den första amerikanska kvinnan i rymden (1983) och den tredje totalt (efter kosmonauterna Valentina Teresjkova och Svetlana Savitskaja).

## Karriär
Ride sökte till NASA som astronaut och uttogs år 1978 tillsammans med 34 andra sökande. Hon deltog i två rymdfärder: STS-7 och STS-41-G och skulle ha deltagit i ytterligare en rymdfärd, som dock inställdes när rymdprogrammet pausades efter Challengerolyckan den 28 januari 1986. Ride deltog i utredningen om Challengerolyckan och senare även i utredningen om rymdfärjan Columbias explosion vid återinträdet i jordens atmosfär den 1 februari 2003.
Ride hade studerat fysik innan hon blev astronaut, och ville återvända till den akademiska banan. Hon hade tänkt göra detta efter sin tredje rymdresa, men sköt upp planerna efter Challengerolyckan. I maj 1987 meddelade hon dock att hon skulle lämna NASA och börja ett fellowship på Stanford University.
Efter astronautkarriären blev Ride professor i fysik vid University of California i San Diego. Hon ledde också ett företag som skulle intressera flickor för naturvetenskap och skrev fem vetenskapliga barnböcker. 
Ride var gift med astronauten Steven Hawley 1982–1987 och därefter partner till Tam O'Shaughnessy i mer än 27 år.

## Eftermäle och erkännanden
Sally Ride valdes in i National Women's Hall of Fame år 1988 och National Aviation Hall of Fame år 2007.
Asteroiden 4763 Ride är uppkallad efter henne.
Northrop Grumman:s rymdfarkost Cygnus NG-18 är uppkallad efter henne.
År 2013 tilldelade president Obama henne  Presidentens frihetsmedalj postumt.
År 2014 namngavs det amerikanska forskningsfartyget RV Sally Ride (AGOR-28) efter henne. Rides partner Tam O’Shaughnessy deltog i namngivningsceremonin och var den som krossade champagneflaskan mot fartyget.